# サッポロさとらんど
サッポロさとらんど（Sapporo Satoland）は、札幌市東区にある施設。正式名称は札幌市農業体験交流施設。「さとらんど」の名称は一般公募によってふる里の「さと」とランド（大地）の「らんど」を合わせた造語であり、市民に愛される里づくりを願って名づけられた。

## 概要
「人と農業や自然とのふれあい」と「都市と農業の共存」をテーマとして、田園的な緑地空間と札幌市の都市型農業（都市農業・近郊農業）の支援拠点として設置しており、札幌広域圏の関係団体などで地産地消を推進する「さっぽろハーベストランド」のPR拠点にもなっている。市民の農業への理解と食への関心を高めることを目的として農作物の収穫体験や畜産物の加工体験、市民農園の場を提供しているほか、市民農業講座「さっぽろ農学校」を開講している。隣接しているミルクの郷にはサツラク農業協同組合の製造工場を併設している。夏季は施設内でSLバス、馬車、レンタサイクル、パークゴルフなどが利用できるほか、牧場にいる動物たちに触れ合うことができる。冬季は雪山をそりや貸チューブで楽しむことができるほか、約1.4 kmの歩くスキー（クロスカントリースキー）コースを開設している。施設内で保存している縄文時代の遺跡を活用した遺跡公園を整備する計画がある。

## 沿革
- 1995年（平成07年）：「サッポロさとらんど」開園、札幌市農業支援センター開設[8]。
- 2004年（平成16年）：第2期エリアオープン[9]。
- 2005年（平成17年）：第3期オープン。
- 2006年（平成18年）：『さっぽろ雪まつり』第2会場になる（2008年まで開催）[10]。

## 施設
さとらんどセンター
- レストランや売店、おもしろ情報室や授乳室を完備している。

みのりの家
- 野菜栽培相談員に、野菜づくりの相談ができる。

ふれあい牧場
- 放牧しているヤギやヒツジと柵越しに触れ合うことができる。

炊事広場
- バーベキューなどの炊事を楽しむことができる広場。

さとらんど交流館
- 各種イベントを開催する多目的ホールや調理室を備えた施設。地産地消のPRコーナーとして「さとらんど市場」があり、 主に石狩地区のJAグループ農畜産物の販売や「さっぽろとれたてっこ」などの地産地消推進事業をPR・販売している[11]。

パークゴルフ場
- アップル (A)、ビーンズ (B)、キャロット (C)の3コースがある。

手づくり工房まきば館
- ミルクの郷の施設。昔ながらのパンやバターの手づくり作業を見学できるほか、売店やレストランもある。

ミルク館
- ミルクの郷の施設。サツラク農業協同組合の組合員の牧場で搾られた生乳から乳製品を製造するまでの工程を見学することができる（冬季休業）。

札幌市農業支援センター
- 札幌市の地域特性を生かした都市型農業（都市農業・近郊農業）を推進するために開設[12]。

## アクセス
北海道道112号札幌当別線（伏古拓北通）沿い、モエレ沼・モエレ沼公園に近接している。
- 北海道中央バス「丘珠高校前」バス停下車 徒歩約10分
- 札幌市中心部から車で約30分
- 駐車場：1,800台収容